# St Chamond (tanc)
El St Chamond va ser el segon tanc pesat francès de la Primera Guerra Mundial.
A causa d'un disseny no gaire adequat, la guerra va acabar abans que fos substituït per tancs pesats britànics.

## Desenvolupament
En un principi, el tanc Saint Chamond es va construir per ser idèntic al Schneider CA. A principis de 1916, el prototip definitu d'aquest últim ja estava preparat per la venda a l'Exèrcit. Private Pierre Lescure va dissenyar el buc. El Tinent Fouché va augmentar la suspensió per millorar la capacitat de travessar trinxeres. D'aquesta manera el prototip del Schneider es va anomenar Tracteur A - no per raons de seguretat, sinó que ningú sabia en realitat com anomenar aquests vehicles; la paraula char encara no s'utilitzava en els tancs francesos. Això no obstant, Eugène Brillié, el dissenyador en cap de la Schneider Company, va millorar aquest prototip. Va inventar un disseny amb un xassís més petit amb les mateixes possibilitats de travessar trinxeres amb un pes menor.
Mentre en Brillié va començar a dissenyar el segon prototip (basat en el treball anterior, el Schneider CA-1), el competidor principal del Schneider, el fabricant d'armes "Forges et Acieries de la Marine et Homecourt à Saint Chamond", va ordenar la creació de 400 tancs del nou disseny. Primer, es va voler construir un tanc semblant al Schneider. Això no obstant, Brillié va refusar deixar la seva patent del disseny del Schneider gratuïta perquè sí que ho sigui el de Saint Chamond. Però l'empresa, no tenia els documents relatius amb el prototip Schneider, i va haver de basar-se amb el del Tracteur A. Aquest va ser una de les raons perquè les dues empreses van començar a distanciar-se.

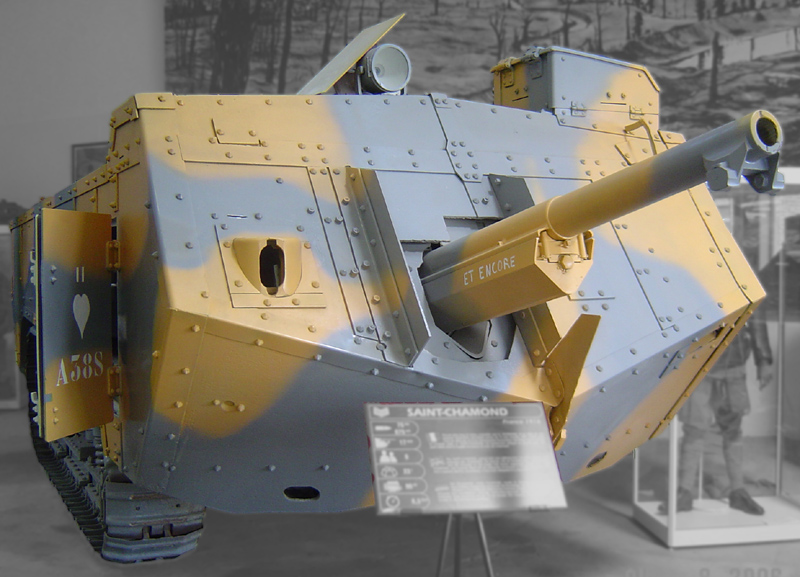
El Char St Chamond al Musée des Blindés a Saumur, l'últim que queda.

Un dels directors tècnics del Saint Chamond era l'Émile Rimailho, un oficial d'artilleria que estava descontent pels beneficis escassos que havia rebut per ajudar a dissenyar el famós canó Mle 1897 75 mm com també el canó Mle 1904 155 mm. Després que Emile Rimailho s'unís a l'empresa de Saint Chamond, ja va dissenyar un canó de 75 mm que era similar al canó Mle 1897 75 mm que havia codissenyat amb Ste Claire Deville.